# Нивки (Підкарпатське воєводство)
Нивки (пол. Niwki) — село без статусу солтиства у гміні Горинець Здруй (Любачівський повіт, Підкарпатське воєводство).

## Історія
У вересні 1939 р. територія включена до СРСР, надалі село ввійшло до Горинецького району Львівської області.
Відділ УПА «Галайди» ВО-2 «Буг» у Нивках 24.5.1944 мав бій з радянськими партизанами.
В роки Другої світової війни поляки розгорнули антиукраїнський терор, якому протистояла УПА. У жовтні 1944 року західні райони Львівської області передані Польщі.